# Idlib (distrito)
A Província de Idlib (em árabe: مُحافظة ادلب) é uma das 14 províncias (muhafazat) da Síria. Está situada na porção noroeste do país, na fronteira com a Turquia. Sua área não está completamente estabelecida. Os dados variam de 5.933 km² a 6.097 km². Possui uma população estimada em 1.359.000 habitantes (estimativa de 2007). A capital é Idlib.

## Distritos
- Arihah
- Harém
- Idlib
- Jisr ash-Shugur
- Ma'arrat al-Numan
- Binnish